# Pleuronichthys ocellatus
Pleuronichthys ocellatus е вид лъчеперка от семейство Pleuronectidae.

## Разпространение
Видът е разпространен в Мексико.